# 일본연금기구

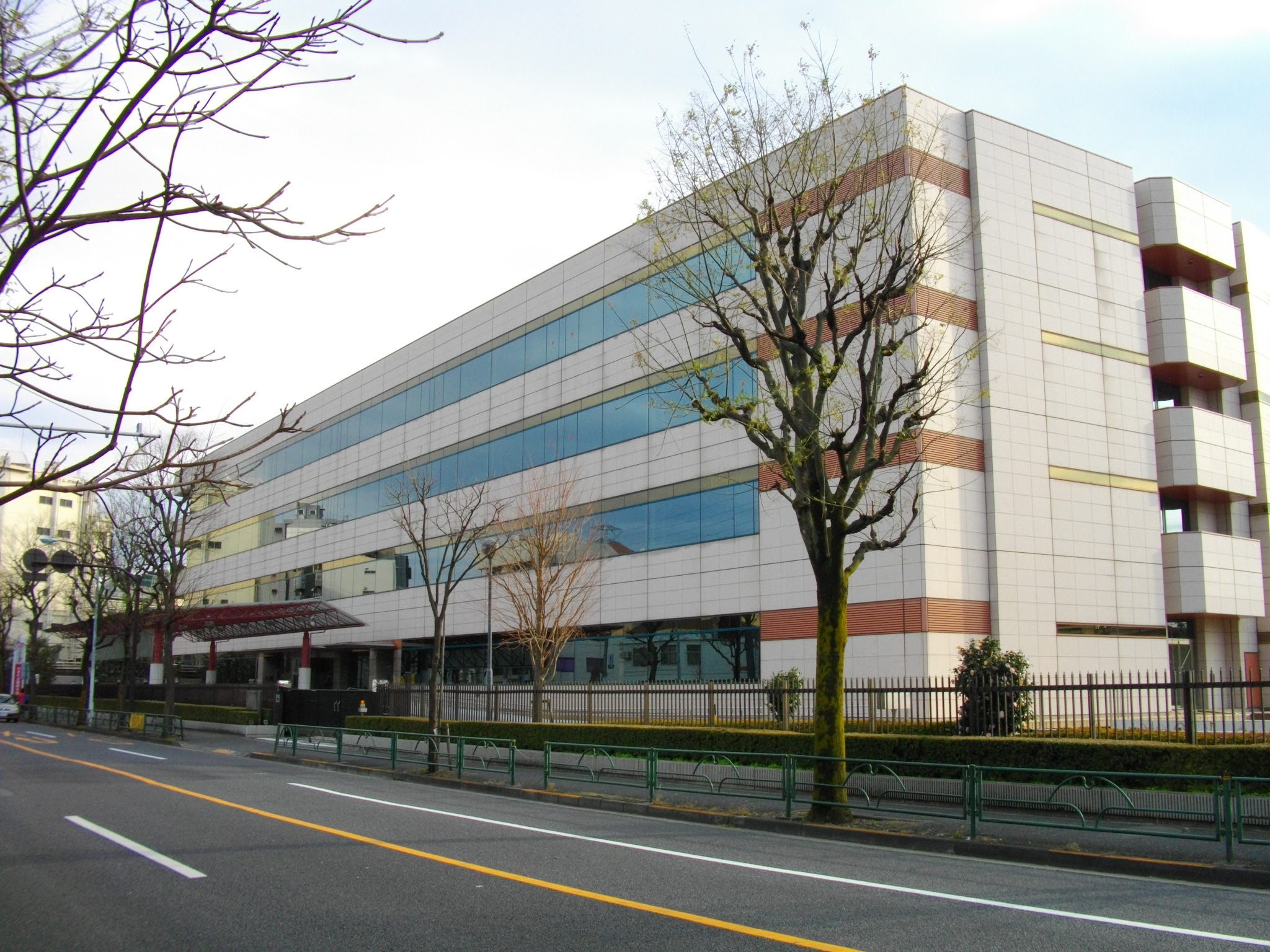

일본연금기구(일본어: 日本年金機構, Japan Pension Service)는 일본 정부(후생노동대신)로부터 위임을 받아 공적 연금인 후생연금(厚生年金)과 국민연금(国民年金)에 관계되는 운영 사무를 맡고 있는 특수 법인이다.

## 설립 경위
일본연금기구는 공적 연금 업무의 적정한 운영과 국민의 신뢰 확보를 위해 기존에 설립되어 있던 일본 사회보험청을 폐지하고, 이에 대응하여 공적 연금 업무를 운영을 담당하는 조직으로서 2010년 1월 1일에 설립·발족된 특수 법인이다. 일본연금기구의 임원과 직원은 공무원의 신분을 지니지 아니하지만 형법 및 기타 법률의 벌칙 적용에 있어서는 준공무원(みなし公務員)으로 취급된다. 또, 임원에게는 겸직 금지 의무가, 직원에게는 비밀 유지 의무가 부과된다.
일본연금기구는 일본연금기구법(2007년 법률 제109호)에 근거하여 설립되었다.

## 역사
2004년 4월 1일에 열린 제159회 일본 국회 중의원 본회의에서 고이즈미 준이치로 내각총리대신은 “사회보험청과 연금 행정의 신뢰 회복에 관하여 말씀드립니다만, 연금 제도를 안정적으로 운영하기 위해서는 보험료의 징수나 연금 급부(給付) 등의 연금 사업을 담당하는 사회보험청에 대한 국민의 신뢰가 불가결합니다. 이 문제에 관하여 사회보험청은 많은 비판을 받았으며, 반성하는 자세로 효율화·합리화의 관점에서 사업 운영이나 조직의 본연적 자세를 재검토를 진행하는 동시에 연금 수급자의 수요에 정확하게 대응할 수 있는 체제를 확립하는 등 국민의 신뢰 확보에 전력을 다해야 할 것으로 생각하고 있습니다”라고 답변하여 기존에 설치되어 있던 사회보험청 본연의 역할에 의구심을 나타내는 의향을 나타내 보였다. 이어 7월 23일에는 최초로 민간인 출신의 무라세 기요시(村瀬清司)를 사회보험청 장관으로 등용하는 등 사회보험청 업무와 조직 개혁을 단행하였다.
2006년 1월 25일의 제164회 일본 국회 참의원 본회의에서 고이즈미 총리는 사회보험청을 2008년 10월을 목표로 폐지하여 공적 연금과 정부 관할의 건강보험 운영을 분리하여 각각 새로운 조직을 설치하는 등의 해체적 방안을 표명하였다. 3월 10일에 고이즈미 내각은 사회보험청 폐지를 골자로 하는 연금사업기구법안을 제출했지만 이 법안은 심의가 제대로 되지 않은 상태로 폐기되었다. 한편, 연금사업기구법안에서는 신설되는 연금사업기구를 후생노동성의 특별 기관으로 설치하는 동시에 직원의 신분을 국가 공무원으로 정하고 있었다.
고이즈미 내각을 이어 받은 제1차 아베 신조 내각도 사회보험청 해체 방안의 재검토 의사를 표명하면서 연금 사업을 담당하는 조직을 행정 기관으로 설치하지 않고 직원의 신분도 비공무원으로 전환하고자 하였다. 2007년 1월 26일의 제166회 일본 국회 중의원 본회의에서 아베 신조 총리는 “사회보험청에 대해서는 규율의 회복과 사업의 효율화를 도모하기 위하여 비공무원형의 새로운 법인 설치 등 폐지·해체 분할을 단행합니다”라고 답변하였다. 3월 13일에 아베 내각은 사회보험청의 폐지와 일본연금기구의 설치 등을 골자로 한 일본연금기구법안을 제출하였고, 마침내 6월 30일에 법안이 국회에서 통과되어 7월 6일에 최종적으로 공포되었다. 이 법안에서는 일본연금기구 직원의 신분을 비공무원으로 정하였고, 특수 법인으로 규정하였다.
2009년 8월의 제45회 중의원 총선거에 따라 여당이 된 민주당은 “일본연금기구로 전환된다면 연금 기록 문제 논의가 흐지부지 될 가능성이 있다” 등의 주장을 내세우며 국가 공무원이 담당하는 세입청(歳入庁) 창설을 포함한 사회보험청 존속을 공약집에 명기하고 있었다. 그러나 새롭게 후생노동대신이 된 나가쓰마 아키라는 이미 진행되고 있었던 민간 계약이나 부동산 매입 등이 진행되고 있었던 것을 감안해 현 상황에서 이 문제를 동결하면 혼란이 생긴다고 판단하고 일본연금기구를 예정대로 2010년 1월 1일에 발족시켰다. 같은 날, 사회보험청은 폐지되었다.

## 조직
관리 및 기획 부문을 중심으로 하는 본부를 도쿄에 두고, 그 아래에 현장 관리 및 지원을 담당하는 블록 본부가 아홉 곳 있다. 또, 각 블록 본부 아래에 비대면 신고서 처리 업무 등을 담당하는 도도부현 사무 센터 47개소와 사업소 조사 및 강제 징수, 연금 상담 등 지역 밀착 대인업무를 담당하는 312개의 연금 사무소(과거의 사회보험 사무소)가 있다. 2010년 설립 당시의 직원은 약 22,000명(정규직 12,000명, 기타 비정규직 10,000명)이었다. 이사장은 후생노동대신이 임명하고, 부이사장 및 이사는 후생노동대신의 인가를 받아 이사장이 임명한다.

### 본부
본부는 이사장을 중심으로 부이사장과 상근 이사 7명, 감사 2명, 비상근이사 4명이 있다.

### 블록 본부
블록 본부는 본부의 지시를 각 지역에 위치한 연금 사무소에 전달하는 동시에 사무소 업무를 지원하는 조직이다. 표준적으로 지방 블록 본부는 블록 본부장 아래에 3개의 부와 도도부현 단위의 사무 센터가 있다.
- 관리부는 블록 내의 조직·업무의 종합 관리, 연금 기록 문제의 진척 사항 종합 관리·조정, 민원·리스트 대책 담당, 지역 회계 사무 등을 담당한다.
- 상담·급부(給付) 지원부는 상담·급부 업무에 관련하여 사무소를 지도·지원하며 또한 연금 교육을 실시한다. 지역 유관 기관과 협력·제휴 상담도 담당한다.
- 적용·징수 지원부는 목표 설정·진척 사항 관리, 적용·징수 곤란 사안에 대한 사무소 지원, 업무 매뉴얼에 기초한 업무 지도 등을 담당한다.

### 사무 센터
지방 블록 본부 산하에 47개 도도부현에 사무 센터가 설치되어 있다. 센터에서는 연금 사무소가 사업장 등의 조사 및 강제 징수 업무, 연금 상담 같은 대인업무를 집중적으로 담당하게 위해서 주로 비대면 업무(신고서 심사·입력·결재)를 맡고 있다.
사무 센터는 표준적으로 센터장 아래에 4개의 그룹(관리·후생 연금 적용·국민연금·연금급부·기룩 심사) 파트로 나뉘어 있으며, 각종 신고서·신청서·청구서 등에 관계 되는 접수·심사·입력·결정 등의 업무를 담당하고 있다. 사무 센터 규모에 따라서는 부센터장이 있는 곳도 있다.

### 연금 사무소
사업장 조사·직권 적용·강제 징수·연금 상담 등 지역 밀착 대인 업무를 수행하는 연금 사무소는 일본 전역에 312개소가 설치되어 있다. 소규모 사무소(직원 수 20명 미만)가 104개소, 중규모 사무소(직원 수 20명 이상 39명 이하)가 192개소, 대규모 사무소(40명 이상)가 16개소가 설치되어 있다. 일반적으로 사무소는 소장 및 부소장 밑에 5개과가 설치되어 있다.

## 운영
국가(일본 후생노동성)가 재정 책임 및 관리 운영 책임을 지지만 일련의 업무 운영은 일본연금기구에 위임·위탁되고 있다.

## 감독 기관
일본연금기구가 수행하는 업무에 관하여 제3자의 입장에서 감독하는 기관은 일본연금기구평가부회(日本年金機構評価部会)와 운영평의회(運営評議会) 두 곳이 있다. 또, 민간 기업의 경영 관리 등의 노하우를 기구 업무 운영에 반영하기 위해서 비상근이사도 영입하고 있다.

### 일본연금기구평가부회
후생노동대신의 자문 기관인 사회보장심의회 내에 위치하고 있는 기구이며, 위원은 후생노동대신이 임명한다. 후생노동대신이 정한 일본연금기구의 중기 목표의 심의, 각 사업년도 및 중기 목표 기간의 실적 평가, 평가에 근거한 업무 개선 요구사항 심의 등을 맡고 있다.

### 운영평의회
피보험자, 사업주, 수급권자, 기타 관계자의 의견을 일본연금기구 업무 운영에 반영하기 위해 운영평의회가 설치되어 있다. 위원은 이사장이 위촉하며, 이사장은 중기 계획 및 매 사업년도의 계획, 기타 이사장이 필요하다고 판단되는 업무 운영에 관한 중요 사항에 관하여 미리 평의회의 의견을 들어야 한다.

## 같이 보기
- 일본 후생노동성
- 일본 사회보험청